# Гитаван
Гитаван (офиц. Аштарак-2) — посёлок в Армении, наукоград. 

## География
Находится на высоте 1087 м над уровнем моря, в двух километрах к юго-западу от города Аштарака.
Площадь — около 100 га.

## Название
От сокращения «гит» (от арм. գիտություն гитутюн — наука) и «аван» (арм. ավան — посёлок).

## История
Был основан в начале 1960-х. Является местом расположения Института физических исследований НАН РА. Проводятся исследования работает в сферах лазерной физики, материаловедения, а также в смежных сферах.

## Население
По данным 1993 года, населён преимущественно работниками Института физических исследований и Института радиофизики и электроники.

## Инфраструктура
Посёлок состоит из научных корпусов ИФИИ и двухэтажных жилых домов, в которых живут физики и их семьи. Гитаван является отдельным районом Аштарака. Имеются детский сад, сад, теннисный корт, бассейн.
У посёлка есть договор о сотрудничестве с городом Пон-Сент-Мари (Франция).